# Friedrich Bengel

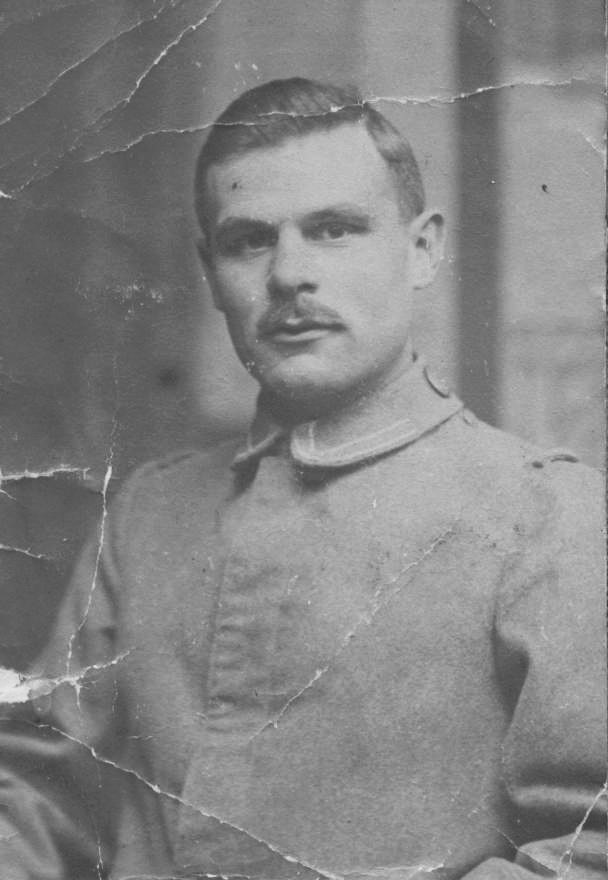
Friedrich Bengel

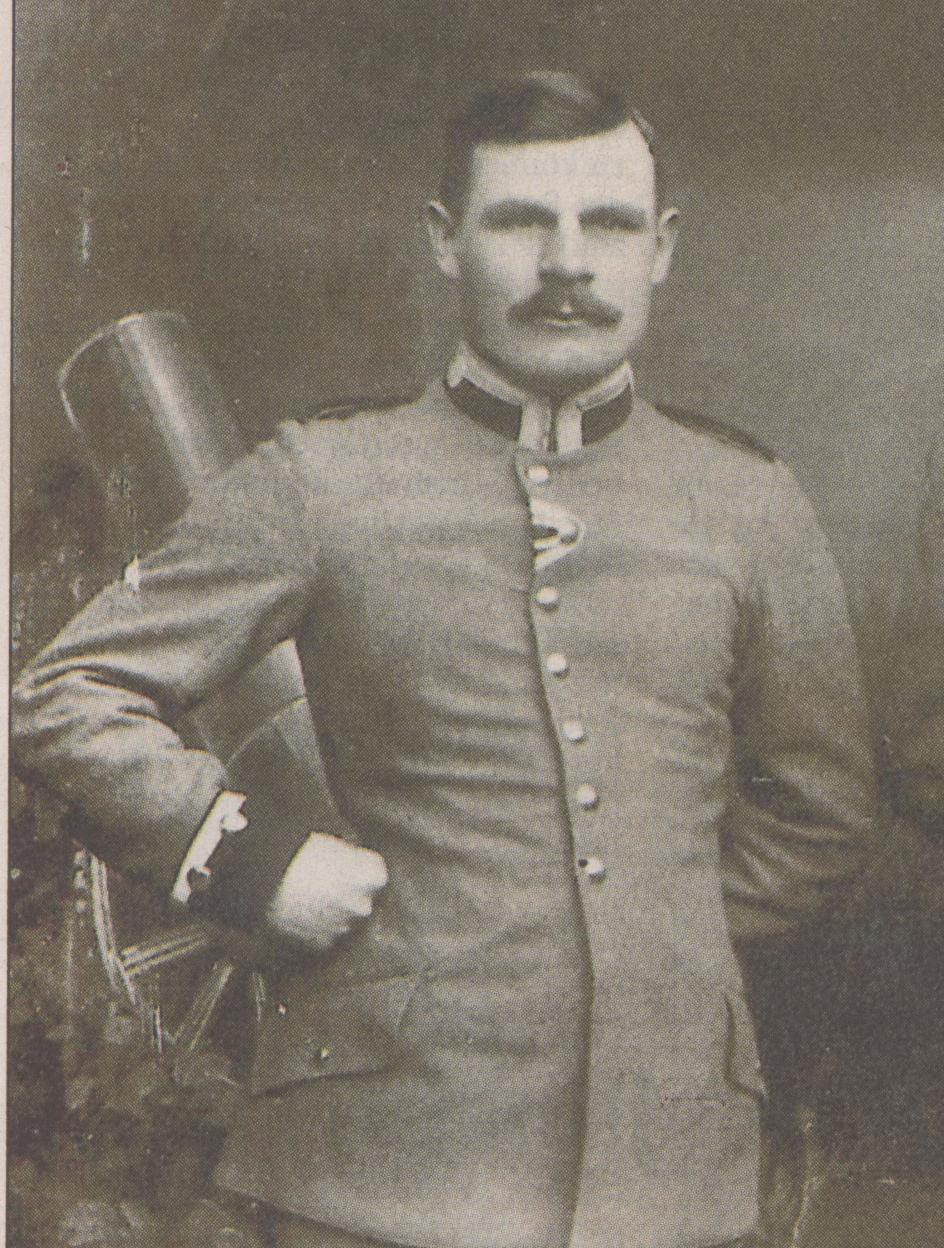
Friedrich Bengel, nach der Ordensverleihung 1916; im Knopfloch trägt er übereinander die Bänder der Bayer. Tapferkeitsmedaille und des Eisernen Kreuzes II. Klasse

Friedrich Bengel (* 6. Oktober 1892 in Dirmstein; † 23. August 1985 ebenda) war ein Schlosser und diente im Ersten Weltkrieg als Unteroffizier. Er verhinderte 1916 eine Explosionskatastrophe und wurde deshalb mit der Silbernen Tapferkeitsmedaille, der höchsten Auszeichnung der Bayerischen Armee für Unteroffiziere und Mannschaften, beliehen.

## Leben
Bengel stand während des Ersten Weltkriegs als Unteroffizier bei der Minenwerferkompanie Nr. 3 im II. Armee-Korps der bayerischen Armee. Die Minenwerfer waren damals eine neuartige Waffe. In Geschützen mit steil aufragenden Rohren wurden dünnwandige Granaten von vorn in das Rohr gesteckt und mit raketenähnlichen Treibladungen verschossen. Durch die steile Flugbahn konnten damit auch gedeckte Ziele erreicht werden, über die herkömmliche Kanonen hinwegschossen. Die amtlichen Unterlagen konstatieren über Friedrich Bengel folgenden Sachverhalt, der sich bei der Sommeschlacht in Nordfrankreich zutrug:

„Während des Einschießens eines mittleren Minenwerfers am 14.7.1916, im Hohenzollernwerk bei Auchy, wurde der Munitionsraum durch eine feindliche Granate schweren Kalibers getroffen. Die Zündmittel fingen sofort Feuer, ein Teil der Treibladungen ging in die Luft. Da sprang, rasch entschlossen, Unteroffizier Bengel vom Werferstand herüber und riß die brennenden Kisten mit Treibladungen und Zündern aus dem Munitionsraum. Ein weiteres Umsichgreifen des Brandes und damit das Explodieren der übrigen Zündmittel und der 120 lagernden Minen war hintangehalten, schwere Verluste an Menschen und unabsehbarer Materialschaden durch die Geistesgegenwart und Todesverachtung des Bengel verhindert; obwohl noch zu der an und für sich mehr als gefährlichen Tat, die feindliche Artillerie schwerstes Feuer auf den Werferstand legte, da sie durch die Rauchentwicklung besonders aufmerksam geworden war.“

Durch seine mutige und selbstlose Tat hatte Bengel eine schwere Explosionskatastrophe verhindert. Dafür erhielt er die Silberne Militärverdienstmedaille, die höchste bayerische Tapferkeitsauszeichnung für Unteroffiziere und Mannschaften. Aufgrund der Seltenheit des Ordens genoss Bengel höchstes Ansehen in seiner Heimatgemeinde. Er blieb dort der einzige Träger.

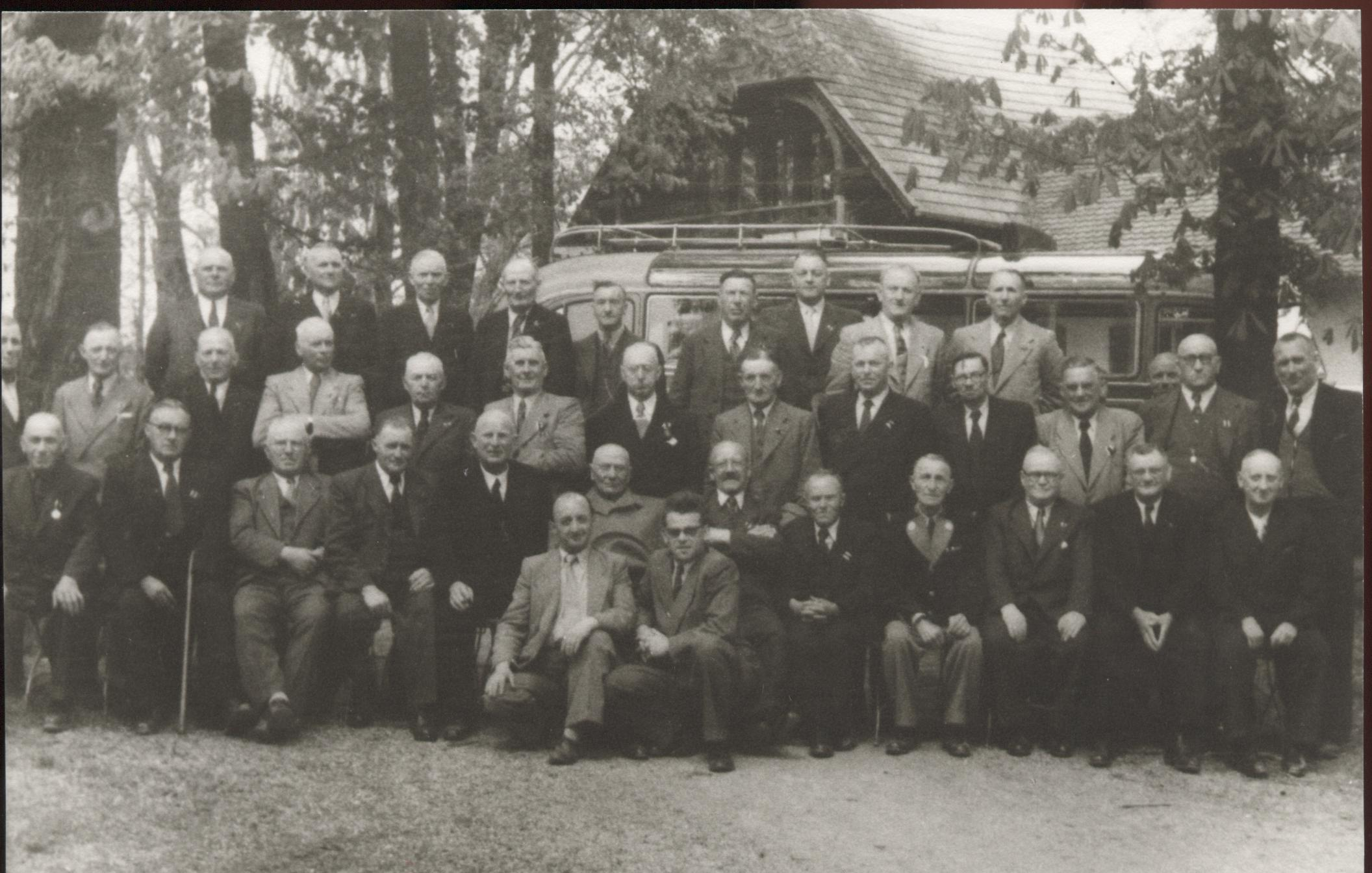
Die Ritter der Bayerischen Tapferkeitsmedaille mit Kronprinz Rupprecht von Bayern an dessen 85. Geburtstag. Der Kronprinz vorn mittig, sitzend, mit Hut in der Hand, Friedrich Bengel stehend, hinterste Reihe, ganz links außen.

Der Veteran war im Kriegerverein aktiv und Bengel erhielt, wie alle anderen noch lebenden Inhaber der Tapferkeitsmedaille am 27. August 1939, dem 25. Jahrestag der Schlacht bei Tannenberg den Charakter als Leutnant der Landwehr.
Zeitlebens blieb Bengel dem Land Bayern und dem Königshaus Wittelsbach verbunden. Nach dem Zweiten Weltkrieg, als die Rheinpfalz von Bayern abgetrennt war und eventuell wieder angeschlossen werden sollte, engagierte er sich im „Bund Bayern und Pfalz“, der – erfolglos – die Rückgliederung seiner pfälzischen Heimat an Bayern anstrebte. Ebenso blieb Bengel im Kreis der Ordensträger aktiv. Er nahm 1954 an den Feiern zum 85. Geburtstag des Kronprinzen Rupprecht von Bayern teil. Ein Photo zeigt ihn mit dem Jubilar im Kreis der eingeladenen Inhaber der bayerischen Tapferkeitsmedaille. 1964 besuchte er mit anderen Veteranen das Schlachtfeld von Ypern und erhielt eine Jubiläumsurkunde der dortigen Stadtverwaltung. Bengel wohnte im Anwesen Metzgergasse 7 und starb hochbetagt am 23. August 1985.

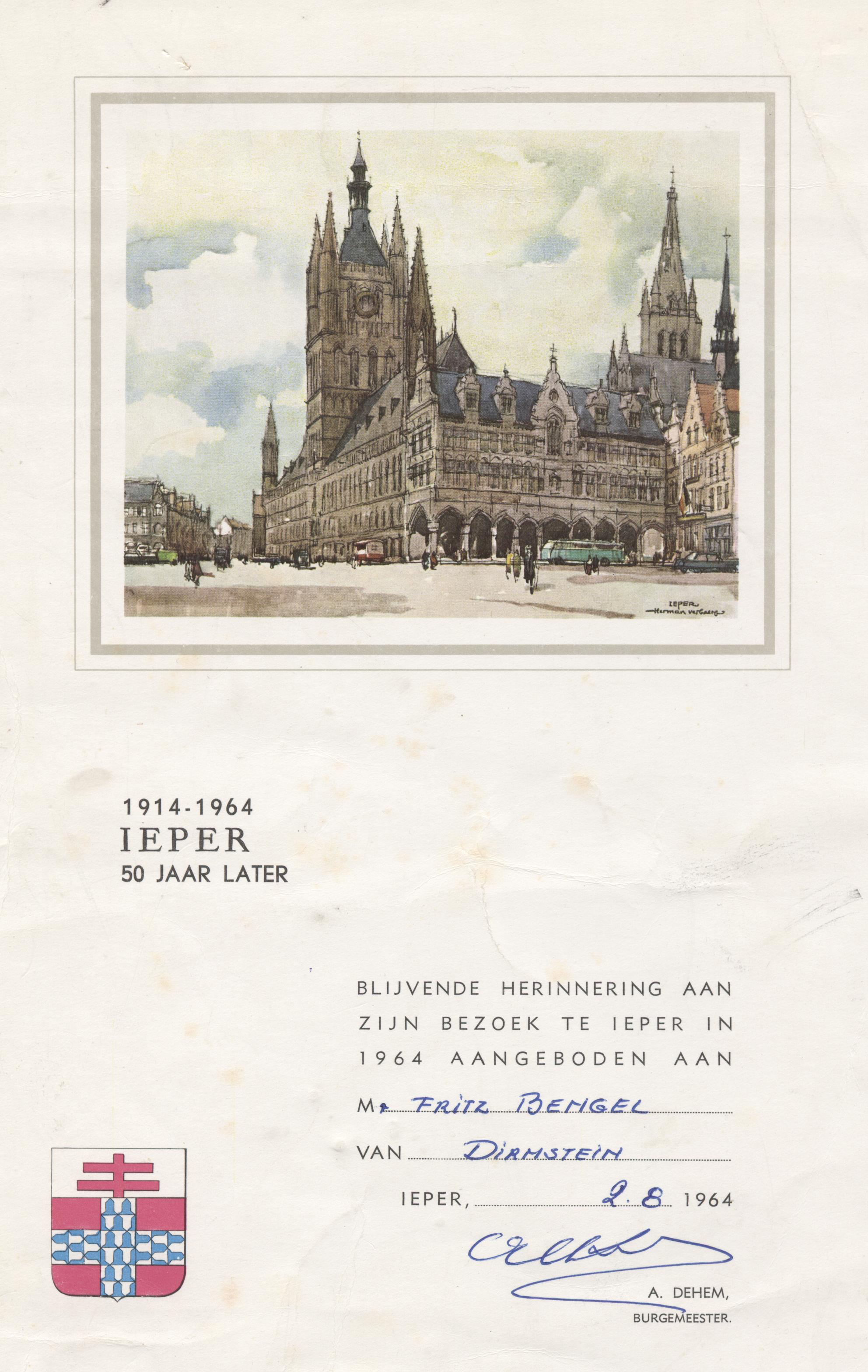
Urkunde der Stadtverwaltung Ypern, zur Erinnerung an den Besuch Bengels auf den Schlachtfeldern des Ersten Weltkriegs, 1964

Nach dem „Gesetz über Titel, Orden und Ehrenzeichen“ von 1957, erhielt er als Inhaber einer der höchsten deutschen Tapferkeitsauszeichnungen, einen monatlichen Ehrensold von 50 DM. Bei der Beerdigung stand ihm eine Ehrenabordnung der Bundeswehr zu, die am Sarge Totenwache hielt und bei der Beerdigung den Orden auf einem Kissen mittrug.
Bengels herausragende Tat wurde 1928 in dem Werk Bayerns Goldenes Ehrenbuch beschrieben, das auch als Reprint erschien. In der Ortschronik von Dirmstein ist ihm ebenfalls ein eigenes Kapitel gewidmet.